# Marca Hispànica
La Marca Hispànica fou una marca de l'Imperi Carolingi establerta a final del segle viii en forma de múltiples comtats que acomplien una funció militar fronterera que perdurà fins a mitjan segle x però que no tingué mai estatus jurídic ni validesa política. Designava globalment els territoris i comtats conquerits per Carlemany a l'entorn dels Pirineus per tal de defensar l'imperi Carolingi de les incursions i ràtzies sarraïnes provinents del califat de Còrdova. Així doncs, era l'equivalent cristià de la Frontera Superior dels andalusins.
La Marca Hispànica no tingué un estatus fixat i no tenia cap marquès o duc que la governés; en realitat, no fou més que una locució que entre el 821 i el 850 fou usada en els Annales regni Francorum (Annals Reials dels Francs) i en els Annales Bertiniani per a designar una regió geogràfica de l'imperi amb caràcter marcat: part del Regne dels Francs però situada a cavall de la península ibèrica (diversos territoris històrics de la Marca, com el Rosselló, Conflent, Vall d'Aran,... geogràficament no formen part de la península ibèrica), part de la Gòtia però fronterera amb Al-Àndalus.
Durant els segles xvi i xvii, i tal com ha reiterat Michel Zimmermann, el concepte Marca Hispànica esdevingué un concepte historiogràfic sustentat per raons ideològiques a fi de justificar, tant els drets de la corona francesa sobre territoris catalans, i també per a situar-hi, de manera anacrònica, el naixement del Principat de Catalunya. Durant la segona meitat del segle xx els historiadors medievalistes José Antonio Maravall y Casesnoves i Ramon d'Abadal i de Vinyals demostraren concloentment la inexistència de cap Marca Hispànica com a entitat territorial o administrativa, i que la locució Marca Hispànica fou solament un mer recurs literari culte usat en els Annales regni Francorum. Tot i haver estat refutada l'existència d'aquest ens territorial, durant els anys noranta del segle xx l'historiador català Flocel Sabaté denuncià que el concepte historiogràfic de Marca Hispanica, com a punt de naixement de Catalunya, s'estava tornant a reviscolar i era reintroduït en manuals d'història de Catalunya destinats a la formació d'estudiants de primària i secundària.

## Història

### Establiment del domini franc
Després de la victòria a Tors el 732, la política dels reis francs fou de conquerir territori de l'antic Regne dels Visigots als andalusins i de restituir la integritat territorial perduda. Redreçat el control sobre els antics territoris francs, Carles Martell emprengué la conquesta de la Septimània, antic territori got, però no reeixí a capturar Narbona. Anys més tard, Pipí el Breu envaí la contrada, conquerí (759) la ciutat i s'annexà la Septimània. D'aquesta manera, per primera vegada els francs tenien control sobre tota l'antiga Gàl·lia.
A la Dieta de Paderborn, ja sota Carlemany (777), els francs prepararen la conquesta d'Hispània amb l'ajuda de musulmans revoltats, però el setge de Saragossa (778) va fallir i l'exèrcit franc fou derrotat de retirada a Roncesvalls, i així es va frustrar el primer establiment d'una marca hispànica. De resultes d'aquest succés, la influència franca fou molt feble sobre el Comtat de Pamplona i probablement també sobre el Comtat d'Aragó, del qual les notícies d'aquella època són escasses.
La desfeta al Pirineu Occidental descoratjà Carlemany de conquerir la zona, però en canvi l'interès en el Pirineu Oriental es mantingué viu. Així, set anys després de la desfeta de Roncesvalls l'emperador emprengué una campanya que comportà la Conquesta de Girona (785) i la de Barcelona (801) i que conclogué el 809 amb una derrota a Tortosa que dissuadí Carlemany d'establir la frontera a l'Ebre. Durant els mateixos anys, Guillem de Tolosa incorporà el Comtat de Ribagorça i el del Pallars als dominis del Comtat de Tolosa. A la mort de Carlemany a començament del segle ix, doncs, el domini franc al sud dels Pirineus estava assegurat fins al Cinca, el Montsec i el Llobregat. Aquest fou el nucli que constituí el conglomerat de comtats que més tard seria anomenat Marca Hispànica (sense correspondència política ni jurídica).

### Denominació del nou territori
Així doncs, tant la Septimània com el territori conquerit a Hispània, els quals havien estat part del regne visigot, conformaven un domini nou pels francs, i així batejaren les terres que van del Roine fins al Llobregat amb el nom de Gòtia o Gothica. El ducat o marca de la Gòtia no era més que un títol que el rei dels francs atorgava al cabdill que acumulava més poder de la zona. Atès que tot el territori de la Gòtia (Septimània i la zona dins Hispània) i els dominis del Comtat de Tolosa eren territori fronterer, sovint rebien l'apel·latiu de marca, sense que això comportés cap estatus jurídic unitari, i així hom es podia referir a la Marca Hispanica amb el significat de 'el territori fronterer situat a Hispània'. Durant el segle ix s'usaren altres expressions com ara Regnum Septimaniae, Regnum Gothiae o Marca Gothiae que no comportaven l'existència de cap entitat política, ans cal interpretar regnum com a 'país' i marca com a 'territori fronterer'.
És en aquest context que, com a mer referent geogràfic i emprat de manera culta i limitadament entre el 821 i el 850, l'autor dels Annales regni Francorum usà la locució «marca Hispanica» per a designar globalment, en sentit ampli i no només circumscrit als comtats catalans, tots els territoris conquerits per Carlemany com a barrera defensiva a la frontera sud del Regne Franc. El terme també apareix en altres texts del mateix període, però sempre en correlació amb altres termes també genèrics com Marca Gothiae o simplement Hispania, fet que referma la idea que existia una entitat geogràfica i política unitària sense correlat jurídic ni governador comú que era el precedent dels comtats catalans encapçalats pel Comte de Barcelona i, més força més tard, embrió del Principat de Catalunya.

## El concepte historiogràfic «marca Hispanica»
La historiografia del segle xvi i segle xvii transmeté la imatge de la naixença de Catalunya fent-la sorgir directament del domini carolingi arran de la concessió que el rei de França va fer a Guifré el Pilós «de lo comptat de Barcelona y Principat de Cathalunya franch [lliure] de subjecció al Rey de França», emprant les paraules d'Onofre Manescal (1597); mentre que Andreu Bosc precisava el 1621 que «el país [Catalunya] en temps de Lothario no tenia encara lo títol de Catalunya, sinó d'Espanya o Marcha d'Espanya o fins d'Aquitània». Però seria Pèire de Marca qui el 1668 contribuiria més a consolidar aquest concepte que en l'alta edat mitjana ja existia un país unitari anomenat Marca Hispànica (Marca Hispania antea dicebatur) que formava l'extrem de l'imperi Carolingi en la seva divulgada obra Marca Hispanica sive limes hispanicus (1668). I és que de fet, durant l'anterior Guerra dels Segadors (1640-1659), Pèire de Marca va ser el visitador general i intendent de Lluís XIV a Catalunya, qui a partir de 1644 va recórrer diversos arxius de Catalunya a fi de documentar l'originària pertinença a França d'un territori que tindria la capital a Barcelona i que s'hauria denominat «Marca Hispànica», dotant a aquesta locució geogràfica d'uns continguts polítics i institucions unitaris, i argumentant-ne la legítima possessió a França. Fos com fos, el 1659 i pel Tractat dels Pirineus, els comtats de Rosselló i Cerdanya havien estat annexionats a França.
Al segle xix, durant la Renaixença catalana, encara era ben viva la concepció historiogràfica que situava les arrels de Catalunya en la «Marca Hispànica», que era concebuda com una unitat territorial dins dels dominis carolingis sota la preeminència dels comtes de Barcelona. I aquesta visió encara fou assumida en ple segle xx per Josep Calmette, qui situava les arrels de Catalunya com a país en la «Marca Hispanica», i per tant, en el mateix punt que les altres nacions europees; Josep Calmette argumentava que el terme «marca» era una prova que als territoris conquerits a Hispània pels carolingis, aquests hi havien instituït, com ja havien fet abans en altres regions frontereres -cas de la Bretanya, Saxònia, Panònia o el Friül-, un districte unitari de caràcter militar i administratiu governat per un marquès que governava la Marca i que tenia jurisdicció sobre els comtes.
Per contra, ja el 1947 l'historiador Antonio de la Torre assenyalà que les explicacions tradicionals sobre la Marca Hispànica grinyolaven i requerien una revisió. El 1954 José Antonio Maravall y Casesnoves assenyalà la inexistència de cap «Marca Hispànica» com a definició d'entitat territorial, i Ramon d'Abadal demostrà que al regne franc mai no hi existí el càrrec de marquès d'Hispània, així com que als documents expedits per la cancelleria franca no s'hi emprà en cap cas l'expressió «marca Hispanica»; per contra, Abadal indicà que la locució Marca Hispànica fou un mer referent geogràfic emprat de manera culta entre el 821 i el 850, i sense cap mena de valor jurídic. Aquesta denominació fou creada amb el propòsit de satisfer la necessitat de disposar d'un terme apte per referir-se a un territori que era part d'Hispània, però estava sota domini franc per causa de la conquesta; així, per analogia amb altres àrees fronteres –les marques de frontera–, s'usà la locució «Marca Hispanica» sense que en realitat hi hagués cap mena d'unitat territorial o administrativa en aquest territori. Davant de l'evidència, el 1962 l'historiador Ferran Soldevila rebutjà atorgar cap mena d'entitat al concepte historiogràfic de la «Marca Hispanica» en la revisió de la seva obra Historia de Catalunya, un criteri mantingut en algunes històries generals de Catalunya publicades fins a l'actualitat, però no en totes. Així, a la Història dels Països Catalans. Dels orígens a 1714 (Barcelona, 1981) de Josep M. Salrach es parla de "la Marca" ometent el terme "hispànica" (op. cit., pp. 174-175). Però el mateix Ferran Soldevila, a la 6a edició de la seva Història de Catalunya de l'any 1989 (Barcelona, Ed. Selecta-Catalònia, p. 79) manté la definició tradicional de la Marca Hispànica, que sembla haver-se convertit en un tema de polèmica política que ultrapassa el mer debat historiogràfic.

## La locució «marca Hispanica» en l'actualitat
No demostrada de manera concloent ni definitiva pels historiadors medievalistes l'existència de cap «marca Hispanica» durant l'edat mitjana entesa més enllà d'un simple recurs literari usat puntualment en els Annales regni Francorum, l'historiador Pierre Vilar conclogué sentenciant que «hom s'adonà fins i tot, finalment, que la "marca hispànica" no havia existit mai!»; així mateix l'historiador català Ramon d'Abadal determinà que hom podia usar la locució «marca Hispanica» sempre que fos per denominar una zona territorial de l'imperi Carolingi que, segles després, donaria lloc a Catalunya, sempre que el seu ús no depassés el segle ix i citant com a punt de trencament l'extinció de la dinastia carolíngia per tal com a partir d'aleshores aquells territoris deixaren d'ésser part del regne franc. L'historiador justificà la seva afirmació en el fet que aquesta locució fou inventada pels cronistes francs, l'ús tradicional que en feu la historiografia a partir del segle xvi, ús continuat pels historiadors moderns i contemporanis, i especialment en justificà l'ús per la falta d'una altra locució adient per a definir aquells territoris; d'aquesta manera, per a alguns autors, la locució «marca Hispànica» és un recurs pràctic a usar, sempre que no denoti més que un referent geogràfic sense cap mena de valor jurídic ni administratiu. Per la seva part, el també historiador català Flocel Sabaté criticà durant els anys noranta del segle xx que el concepte historiogràfic de Marca Hispanica, com punt de naixement de Catalunya, s'estava reviscolant i reintroduint en manuals d'història de Catalunya destinats a estudiants de primària i secundària. Però ja hem vist que altres autors opinen de manera diferent i, per tant, la problemàtica al voltant de la Marca Hispànica roman oberta.